# SunnyBlues
《Part A, SunnyBlues》는 써니힐의 정규 1집 앨범이다. 2014년 8월 1일 수록곡 "그 해 여름"을 선공개하였으며 
8월 19일 타이틀곡인 "Monday Blues" 뮤직비디오 티저가 공개  되었고 8월 21일 Part A, SunnyBlues 앨범이 발매하였다

## 특징
- 7월 27일 써니힐 멤버 주비는 자신의 트위터 계정에 "여름,"이라는 멘트와 "절대 잊지 못하는 한 여름 꿈같은 얘기"라고 쓰여진 다이어리 사진을 공개하며 본격적인 컴백을 알린다[4]
- 선공개 곡인 "그 해 여름"은 순수했던 어린시절 첫사랑을 회상하는 노래이다.
- 타이틀 곡은 Monday Blues 이다 일렉트로닉 레게리듬의 스트링이 조화를 이룬 곡으로 직장인들의 월요병과 사무실 내의 고충을 이야기 하고있다[5]
- 파트A.B로 나뉘어 있으며 파트B는 아직(2014년 12월 기준) 발매되지 않았다

## 트랙리스트

### 1st Album Part.A (Sunny Blues)
| #  | 제목                                          | 작사   | 작곡        | 재생 시간 |
| -- | --------------------------------------------- | ------ | ----------- | --------- |
| 1. | 〈선수입장〉                                  | 김이나 | KZ          | 3:40      |
| 2. | 〈Monday Blues〉                              | 김이나 | 이민수      | 3:14      |
| 3. | 〈Get the x out〉                             | TEXU   | TEXU        | 3:15      |
| 4. | 〈연애세포〉                                  | 미성   | 김민,전자맨 | 3:45      |
| 5. | 〈Paradise(Feat 제아 of 브라운 아이드 걸스)〉 | 김수정 | 제아,송기홍 | 3:32      |
| 6. | 〈그 해 여름〉                                | KZ     | KZ,곰돌군   | 4:00      |
| 7. | 〈Monday Blues (Inst)〉                       |        | 이민수      | 3:13      |
| 8. | 〈그 해 여름 (Inst)〉                         |        | KZ          | 4:00      |

## Yutube 영상
- "그 해 여름" MV
- Part A, SunnyBlues 프리리스닝
- "Monday Blues" 티저MV
- "Monday Blues" MV
- "Monday Blues" 퍼포먼스Ver MV
- Let's Dance:"Monday Blues"
- "Monday Blues" MV 촬영 현장 스케치